# Катангар
Катанга́р (рос. Катангар) — село у складі Петровськ-Забайкальського району Забайкальського краю, Росія. Адміністративний центр Катангарського сільського поселення.

## Населення
Населення — 158 осіб (2010; 179 у 2002).
Національний склад (станом на 2002 рік):
- росіяни — 97 %